# 生物能量学
生物能量学是生物化学和细胞生物学的一个领域，研究领域包括能量在生物体内的转化、细胞呼吸和一些能产生能量的代谢和酶促过程 。也就是说，生物能量学的目标是講述生物体如何获得和转化能量。因此，对代谢途径的研究对生物能量学至关重要。